# Jaeden Martell
Jaeden Martell, również Jaeden Wesley Lieberher (ur. 4 stycznia 2003 w Filadelfii) – amerykański aktor, wystąpił w adaptacjach powieści Stephena Kinga pt. To (ang. It).

## Życiorys
Urodził się 4 stycznia 2003. Jest synem Wesa Lieberhera i Angeli Teresy Martell. Dorastał w Południowej Filadelfii, gdzie uczęszczał do Independence Charter School. W 2011 przeprowadził się do Los Angeles. W ciągu pierwszych sześciu lat kariery używał nazwiska Lieberher, jednak w 2019 przeszedł na nazwisko matki – Martell.
Jego pierwszą rolą był udział w reklamie Hot Wheels. Pierwszym filmem fabularnym, w którym wystąpił był film pt. Mów mi Vincent w 2014. Zagrał tytułową postać w filmie Powieść Henry’ego w 2017, a także jedną z głównych ról w filmie To oraz w jego kontynuacji To – Rozdział 2 w 2019.

## Filmografia
- 2013: Masters of Sex (serial telewizyjny 2013 – 2014) jako Johnny Masters
- 2014: Mów mi Vincent jako Oliver
- 2015: Witamy na Hawajach jako Mitchell
- 2017: To jako Bill Denbrough
- 2017: Powieść Henry’ego jako Henry Carpenter
- 2019: Na noże jako Jacob Thrombey
- 2019: To – Rozdział 2 jako młody Bill Denbrough
- 2019: Przygody młodego wilkołaka jako Paul
- 2019: Domek w górach(inne języki) jako Aiden Hall
- 2020: W obronie syna jako Jacob Barber